# Тіносу (комуна)
Тіносу (рум. Tinosu) — комуна у повіті Прахова в Румунії. До складу комуни входять такі села (дані про населення за 2002 рік):
- Предешть (717 осіб)
- Піскулешть (677 осіб)
- Тіносу (1204 особи)

Комуна розташована на відстані 42 км на північ від Бухареста, 13 км на південь від Плоєшті, 98 км на південь від Брашова.

## Населення
За даними перепису населення 2002 року у комуні проживали 2598 осіб. Усі жителі комуни рідною мовою назвали румунську.
Національний склад населення комуни:
| Національність | Кількість осіб | Відсоток |
| -------------- | -------------- | -------- |
| румуни         | 2593           | 99,8%    |
| цигани         | 4              | 0,2%     |
| угорці         | 1              | < 0,1%   |

Склад населення комуни за віросповіданням:
| Релігія       | Кількість осіб | Відсоток |
| ------------- | -------------- | -------- |
| православні   | 2434           | 93,7%    |
| бретрени      | 90             | 3,5%     |
| лютерани      | 23             | 0,9%     |
| адвентисти    | 21             | 0,8%     |
| старообрядці  | 9              | 0,3%     |
| не релігійні  | 6              | 0,2%     |
| римо-католики | 3              | 0,1%     |
| п'ятдесятники | 1              | < 0,1%   |
| унітарії      | 1              | < 0,1%   |
| атеїсти       | 1              | < 0,1%   |